# ۱۳۵۸ (میلادی)
۱۳۵۸ (میلادی) هزار و سیصد و پنجاه و هشتمین سال تقویم میلادی است.

## درگذشتگان
‎